# 8e cérémonie des New York Film Critics Circle Awards
Les 8e New York Film Critics Circle Awards, décernés par le New York Film Critics Circle, ont été annoncés le 28 décembre 1942 et ont récompensé les films réalisés dans l'année.

## Palmarès

### Meilleur film
- Ceux qui servent en mer (In Which We Serve)
  - La Sentinelle du Pacifique (Wake Island)
  - The Moon and Sixpence

### Meilleur réalisateur
- John Farrow pour La Sentinelle du Pacifique (Wake Island)
  - David Lean et Noel Coward pour Ceux qui servent en mer (In Which We Serve)
  - Michael Curtiz pour La Glorieuse Parade (Yankee Doodle Dandy) et Casablanca

### Meilleur acteur
- James Cagney pour le rôle de George M. Cohan dans La Glorieuse Parade (Yankee Doodle Dandy)
  - Humphrey Bogart pour ses rôles dans Casablanca et Griffes jaunes (Across the Pacific)
  - Ronald Colman pour le rôle de John Smith/Charles Rainier dans Prisonniers du passé (Random Harvest)
  - Brian Donlevy pour le rôle du Major Geoffrey Caton dans La Sentinelle du Pacifique (Wake Island)
  - Monty Woolley pour le rôle de Sheridan Whiteside dans L'Homme qui vint dîner (The Man Who Came to Dinner)

### Meilleure actrice
- Agnes Moorehead pour le rôle de Fanny Minafer dans La Splendeur des Amberson (The Magnifiaient Ambersons)
  - Greer Garson pour le rôle de Kay Miniver dans Madame Miniver (Mrs. Miniver)
  - Katharine Hepburn pour le rôle de Tess Harding dans La Femme de l'année (Woman of the Year)